# La Venganza del Enigma
La Venganza del Enigma es una atracción que consiste en tres torres de caída controladas o torres combos, situadas en el Parque Warner Madrid, en San Martín de la Vega, en la Comunidad de Madrid, España. Fue diseñada por la empresa S&S Power. Es la torre de caída más alta de Europa.[cita requerida] Ocupa la cuarta posición mundial de altura y la tercera en longitud de la caída.[cita requerida] Es 21 metros más alta que Hurakan Condor, de PortAventura Park, posteriormente superada por Red Force de Ferrari Land y 37 metros más alta que La Lanzadera del Parque de Atracciones de Madrid, siendo, por tanto, la más alta de España. Terra Mítica también tiene una caída, El Vuelo del Fénix, de casi 60 metros, siendo la primera de España.
Fue la primera atracción del parque en construirse, incluso antes que los decorados, ya que hicieron falta enormes grúas para montarla y necesitaban gran movilidad.

## Descripción de la atracción
La atracción está formada por tres torres metálicas de color blanco, situadas en los vértices de un triángulo. En la parte superior, una estructura metálica une las tres torres donde también está fijado el logotipo del parque. Las vagonetas son de color verde y morado, tienen doce asientos alrededor de la torre.
La tematización de la atracción está basada en el enemigo de Batman, Enigma.

## Descripción del recorrido

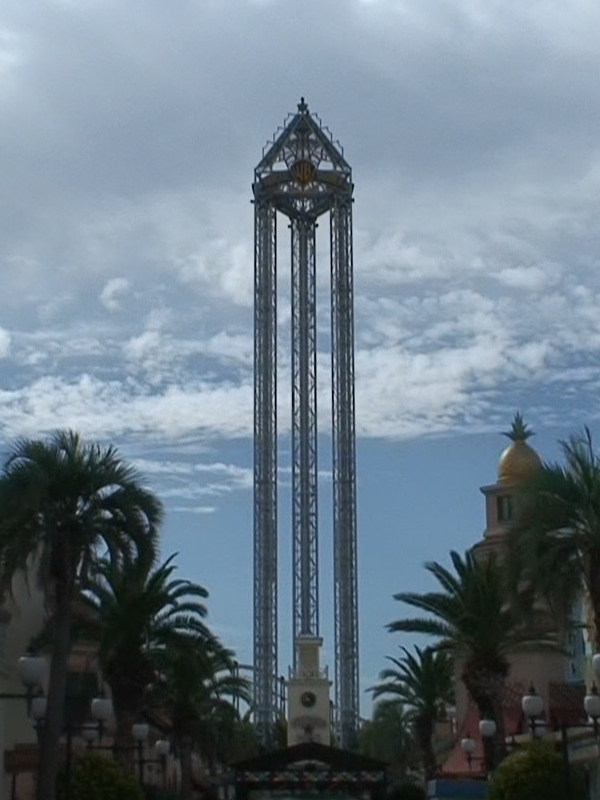
Vista de la torre de 115 metros del Parque Warner Madrid.

La atracción cuenta con tres modalidades de funcionamiento, que varían con el tiempo a lo largo del día. Los tres modos son:
- Modo Space: En este modo, las vagonetas, estando en la zona de embarque, permanecen unos segundos quietas para acelerar rápidamente y alcanzar los 80 km/h en pocos segundos, ascendiendo por la torre. Según asciende pierde velocidad, hasta que cae por su propio peso, realizando luego varios rebotes (oscilaciones amortiguadas), similar a un muelle. En este modo nunca se alcanza la altura máxima, sino que la altura que alcanza depende del peso de la vagoneta en cada viaje.

- Modo Turbo: En este modo, los pasajeros ascienden lentamente por la torre a una velocidad de unos 20 km/h, proporcionándoles unas impresionantes vistas, en la parte superior, a 115 metros de altura, las vagonetas se anclan y, tras unos segundos, se sueltan para caer a gran velocidad por la torre; a medida que desciende pierde velocidad para ascender de nuevo realizando diferentes rebotes.

- Modo Combo: Este modo es una combinación de los otros dos modelos. Primero se realiza el modo Space y luego el modo Turbo. Es el modo de mayor emoción y está disponible desde las 17:30 de la tarde hasta las 19:30.

En esta atracción se alcanzan fuerzas G. positivas (hacen fuerza hacia abajo) de hasta 3,5 g. en el lanzamiento. La sensación es distinta a la de las torres de caída libre, como Hurakan Cóndor, de PortAventura Park, o La Lanzadera del Parque de Atracciones de Madrid, donde se alcanzan fuerzas g. negativas (hacen fuerza hacia arriba), con valores de entre -1 G. y -1,5 G.